# Ione Belarra
Ione Belarra Urteaga (Pamplona, 25 september 1987) is een Spaans psycholoog en politica. Sinds 2021 is ze minister van Sociale rechten en Agenda 2030, en leidster van de linkse partij Podemos. Belarra is gelicentieerd psycholoog, afgestudeerd aan de Autonome Universiteit van Madrid. Tijdens de legislatuurperioden XI, XII, XIII en XIV was ze volksvertegenwoordiger in het Congres van Afgevaardigden namens Podemos. In de vijftiende legislatuur zit ze in het congres namens de partij Sumar. 

## Ministerschap
In maart 2021 vertrok partijleider en minister van Sociale Rechten en Agenda 2030 Pablo Iglesias Turrión uit de landelijke politiek, om lijsttrekker te worden voor Podemos in de regio Madrid. Belarra, die onder Iglesias al staatssecretaris voor Agenda 2030 was, nam zijn plaats in zowel als partijleider, als in de regering-Sánchez II, tijdens de veertiende legislatuurperiode.
In februari 2022 was ze initiatiefneemster voor een nieuwe wet voor dierenwelzijn. Hierin worden straffen gesteld op dierenmishandeling, en worden praktijken als hanengevechten verboden. Onder druk van coalitiegenoot PSOE worden jachtdieren uitgesloten van de bepalingen aangaande dierenmishandeling (die vooral gevolgen zouden hebben voor het houden van jachthonden), onder grote protesten van Podemos. PSOE werd hiertoe bewogen door een aantal electorale tegenslagen in Andalusië en het risico verlaten te worden door de kiezer op het platteland.